# Micropodabrus bidifformis
Micropodabrus bidifformis es una especie de coleóptero de la familia Cantharidae.

## Distribución geográfica
Habita en (China).